# Karub
Karub, även känt som Karuo, är ett stadsdistrikt i Chamdo i Tibet-regionen i sydvästra Kina.
Stadsdistriktet fick nuvarande namn och status 2014, då prefeturen Chamdo (Qamdo) uppgraderades till stad på prefekturnivå. Dessförinnan var området ett härad med namnet Chamdo (Qamdo). Ett härad med namnet Toba skapades 1983 av delar av häradena Chamdo (Qamdo), Dragyab (Zhang'yab) och Jomda. Det införlivades 1999 i det nuvarande stadsdistriktet.